# Station Sindorf
Station Sindorf (Duits: Bahnhof Sindorf) is een S-Bahnstation in het stadsdeel Sindorf van de Duitse plaats Kerpen en ligt aan de spoorlijn Aken – Keulen.
Eén van beide, in onderstaande tabel vermelde, lijnnummers S12 /S 13, of wellicht beide, zou(den) in 2019 of 2020 zijn vernummerd tot S19. Hierover ingewonnen informatie is onduidelijk, want de bronnen zijn met elkaar in tegenspraak. De website van de Deutsche Bahn noemde de lijn op 27 april 2021 S19.

## Treinverbindingen
| Serie | Treinsoort            | Route | Bijzonderheden                                                                                          |
| ----- | --------------------- | --- | --- |
| S 19  | S-Bahn (DB Regio NRW) | (Aachen Hbf – ) Düren – Sindorf – Horrem – Köln-Ehrenfeld – Köln Hbf – Köln/Bonn Luchthaven – Troisdorf – Siegburg/Bonn – Hennef (Sieg) – Eitorf – Au (Sieg) | Rijdt alleen twee keer per nacht tussen Aachen Hbf en Düren. Dienstregeling S19 geldig vanaf 10-12-2023 |